# Cartel de Santa

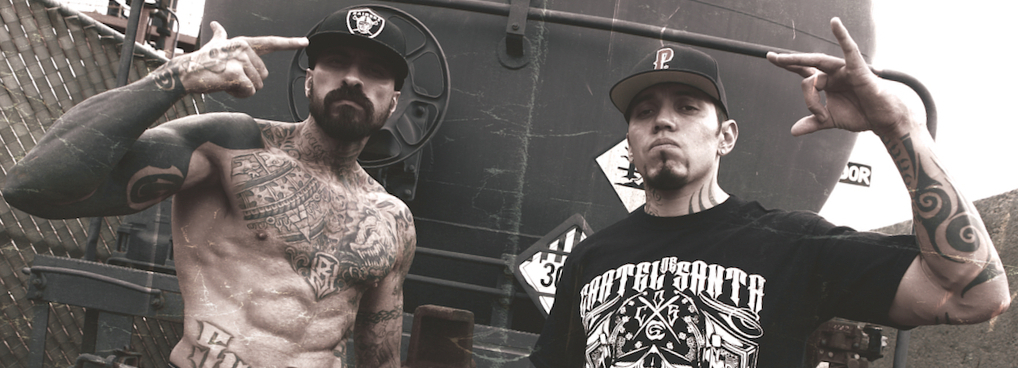

Cartel de Santa — мексиканський хіп-хоп, Гангста-реп i репкор. Cartel de Santa виростала в районі "La Aurora". Cartel de Santa це найбільш прослуховувані групи у всій Мексиці та піонери мексиканського хіп-хопу..

## Історія
Гурт здобув популярність після виходу пісні «Perros», «Cannabis», «Todas Mueren Por Mí», «La Pelotona», «Super MC's» i «El Arte del Engaño». Однак їхній дебютний альбом вже був бестселером з накладом 100 000 примірників у Мексиці.

## Склад гурту
- Бабо (Едуардо Давалос де Луна, Eduardo Davalos de Luna) — вокал
- Rowan Rabia (Роман Родрігес, Roman Rodriguez) — Гітарист, Продюсер

## Дискографія
- Cartel de Santa (2002)
- Vol. II (2004)
- Volumen Prohibido (2006)
- Vol. IV (2008)
- Sincopa (2010)
- Golpe Avisa (2014)
- Viejo Marihuano {2016)